# Костешты (городище)

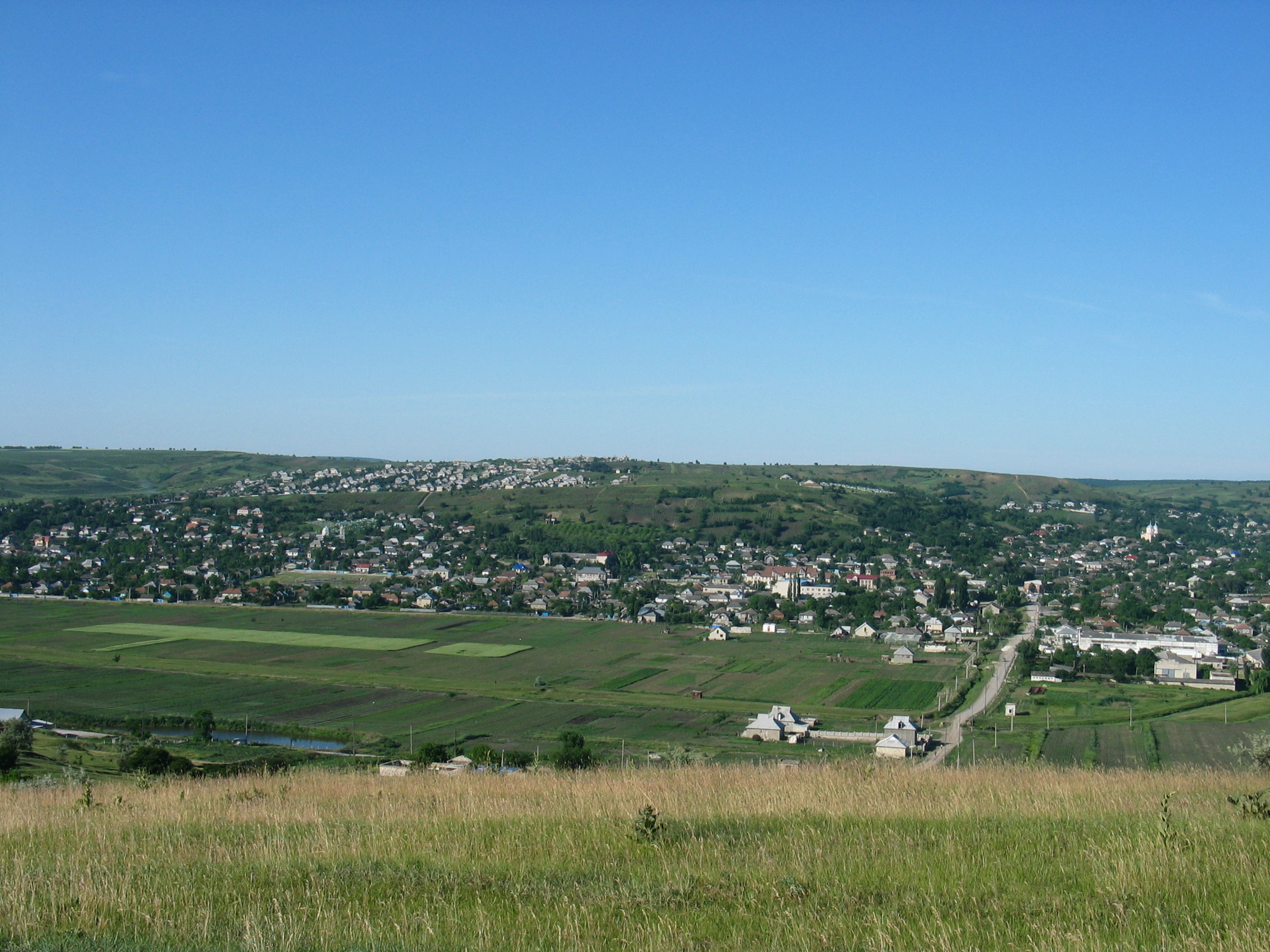
Вид на одноимённое село.

Косте́шты (рум. Costeşti) — городище трипольской культуры возле одноимённого села в Яловенском районе Молдавии примерно в 30 км от Кишинёва.
Географические координаты — около 46°52′04″ с. ш. 28°46′08″ в. д.. Обнаружены три вала и рва, остатки двухэтажных глинобитных домов, гончарный горн, орудия, статуэтки. В Костештах IV В. И. Марковичем найден обломок сосуда с сохранившейся росписью — часть женской фигуры с ветвистыми оленьими рогами на голове.
Имеются культурные слои эпохи раннего Средневековья и Древней Руси. Остатки золотоордынского города (время существования — примерно 1340—1360-е гг.). Ведутся раскопки.

## Золотоордынский период
Городище Костешты. Золотоордынское название города неизвестно. Площадь города в границах XIV века превышает 4 км². Культурный слой не отличается особой мощностью, достигая 50-60 см, что свидетельствует о сравнительно недолгом времени существования населенного пункта. Археологические исследования позволяют отнести прекращение жизни в городе к 60-м годам XIV в. Полученные при раскопках материалы характеризуют город как довольно крупный ремесленный и торговый пункт, по всей видимости игравший роль административного центра окружающего его района. Это, в частности, подтверждает открытие значительного по размерам (600 м²) каменного здания и построек с водопроводами из керамических труб. О развитии ремесленного производства в городе свидетельствуют находки железных шлаков и более 20 горнов для обжига керамики. При всем этом исследователи отмечают в культуре города определенные черты периферийности, особенно в сравнении с Аккерманом, что может свидетельствовать как о его меньшей административной значимости, так и об удаленности от основных путей караванной торговли.